# نيسر ذو النقطة السوداء
نيسر ذو النقطة السوداء أو نهاش ذو النقطة السوداء أو نيسر أصفر ناري (الاسم العلمي: Lutjanus fulviflamma)، نوع من الأسماك البحرية شعاعيات الزعانف التي تنتمي إلى فصيلة النيسريات، النياسر. لديها توزيع واسع بين المحيطين الهندي والهادئ.